# Кэмпбелл, Нейл
Сэр Нейл мак Кейлин, также известный как Нил Кэмпбелл или Найджел Кэмпбелл (умер в 1316 году) — шотландский феодал, который провел свою жизнь на службе шотландского короля Роберта I Брюса. Его гэльское имя означает «Нейл, сын Колина», так как он был сыном Кейлин Мора. Его заслуги перед королем возвели Кэмпбеллов в высшие ряды шотландской знати.

## Биография

### Мастер Нейл
По более поздним традициям клана Кэмпбелл, Нейл был старшим сыном Кейлина Мора или Колина Кэмпбелла (? — ок. 1294). Однако современные свидетельства, кажется, предполагают, что его брат Домналл был старшим из братьев. Раннее появление Нейла в источниках происходит в 1282 году на свидетеля королевской хартии в пользу Камбускеннетского аббатства. Нейл исчезает на 20 лет, если «мастер Нейл» на службе у Роберта Брюса, графа Каррика, в 1290-годах, может быть идентифицирован с Нейлом мак Кейлином. Это кажется вероятным, потому что один официальный источник называет его Mestre Neel Cambell, а другой источник — «Мастер Нейл» говорит нам, что он пришел из «графства Эйр». Это связано с известным происхождением Кэмпбеллов той эпохи и с более поздней принадлежностью Нейла к королю Роберту. В 1293 году Нейл был отправлен в Норвегию, чтобы доставить личные вещи сестре Роберта, Изабелле Брюс, королеве Норвегии. В 1296 году мастер Нейл присягнул на верность английскому королю Эдуарду I Плантагенету. 12 июня 1297 года он получил безопасный проход через Англию, чтобы вернуться в Шотландию.

### Борьба за независимость
Нейл мак Кейлин, который снова появляется в источнике в 1302 году, все еще находился на службе у английской короны. До 1306 года он оставался на стороне официально поддерживаемого Брюсом английского режима. Нейл служил в отряде Ричарда Ога де Бурга, 2-го графа Ольстера, и в «английской» армии, которая осадила замок Стерлинг в 1305 году . В 1302 году Нейлу были пожалованы земли в графстве Камберленд . В том же году Нейл и его брат Домналл получили опеку над наследницами Эндрю де Кроуфорда, лорда баронства Лудун, Локмартнахем и Драффан. Однако Нейл и Домналл, как и их лорд граф Каррик, были близки к возобновлению войны против английского завоевания. Нейл был в Вестминстере в 1305 году, потому что его права оспаривал рыцарь по имени Роберт Кейт. Весной 1305 года король Эдуард I принял решение в пользу Кейта, решив «позволить [Кейту] иметь этих детей и ограничить сэра Довенальда Чамбела и сэра Нела Чамбела их землями и телами». В том же году Эдуард I пожаловал ряда земель Кэмпбеллов английскому рыцарю сэру Джону Давдейлу. Такие суждения были одновременно причиной и следствием ухудшения отношений с английской короной.
Когда Роберт де Брюс решил поднять знамя восстания в 1306 году, неудивительно, что братья Нейл и Домналл были одними из первых сторонников будущего короля. Нейл присутствовал в Сконе в марте 1306 года, когда Роберт Брюс был коронован королем Шотландии. После поражений, которые король Роберт потерпел в битве при Метвене и битве при Дэлри, Нейл был одним из тех, кто остался верен ему, как свидетельствовал поэт Джон Барбор позже в том же столетии. Все свидетельствует о том, что Нейл оставался в отряде короля Роберта в течение многих последующих лет, сражаясь как на стороне англичан, так и на стороне Макдугалов на западе Шотландии. Нейл Кэмпбелл также выступал в качестве представителя короля Роберта на переговорах с английской короной, дважды, в 1309 и 1314 годах.

### Брак и семья
Нейл Кэмпбелл женился на сестре Роберта де Брюса, Мэри Брюс (ок. 1282—1323). Дата их свадьбы неизвестна. У Нейла и Мэри был сын Иэн (Джон) Кэмпбелл (? — 1333), граф Атолл. Король Роберт Брюс даровал супругам земли, конфискованные у Дэвида Стратбоги, 10-го графа Атолла, почти наверняка для того, чтобы Иэн в конце концов стал графом, что и произошло. Это было частью общей политики Роберта по перераспределению земель и титулов среди его расширенной родни. Нейл, однако, был ранее женат на Элис де Кроуфорд, от которой у него было по крайней мере два сына, сэр Колин Ог Кэмпбелл из Лохоу (? — 1340) и Дугал. В 1315 году король Роберт Брюс пожаловал баронство Лох-О и Ардскотниш Колину Кэмпбеллу за 40-весельную галеру на 40 дней службы в год. Этот пожалование, по мнению самого позднего историка этого предмета, является подлинным началом лордов Кэмпбелл из Лохоу. В 1326 году король Роберт Брюс учредил должность шерифа Аргайла и даровал ее сыну Нейла Дугалу.
Нейл Кэмпбелл, вероятно, умер в 1316 году, оставив после себя сильное наследие героизма и королевской милости, от которого его потомство получит огромную пользу.